# Distretto di Chamkani
Il distretto di Chamkani è un distretto dell'Afghanistan appartenente alla provincia della Paktia. Conta una popolazione di 51.002 abitanti (dati 2015).